# Durex

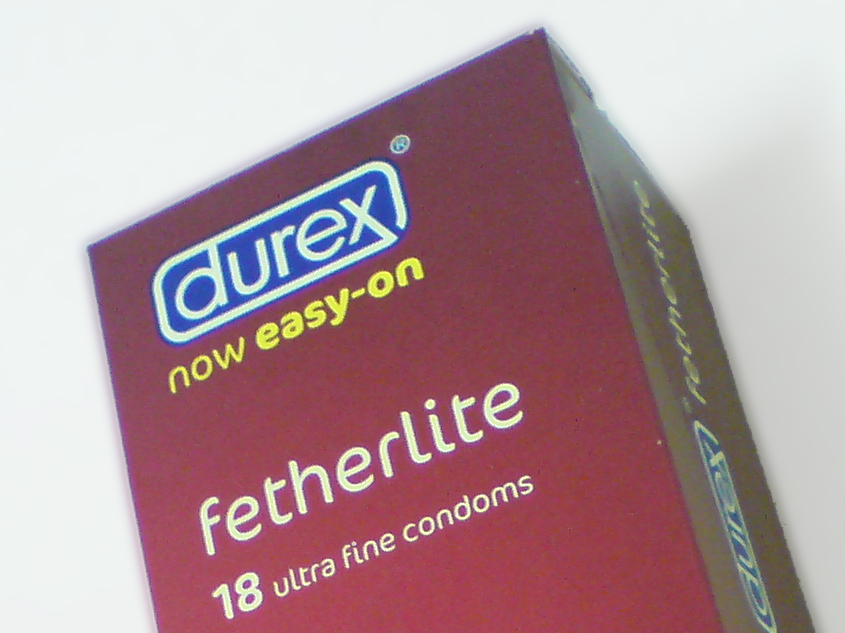
Durex

Durex je britská značka prezervativů. Původně ji vlastnila společnost London Rubber Company, později SSL International, od roku 2010 patří do portfolia drogistické, britsko-nizozemské korporace Reckitt Benckiser. Durex ovládá více než čtvrtinu světového trhu s prezervativy. Výrobek vznikl již roku 1915, název Durex se používá od roku 1929. Ačkoli značku od jejího počátku až dosud vlastní britská společnost, v Británii se nevyrábí od roku 2007. Většina výroby je v Číně, Indii a Thajsku. V současnosti jsou prezervativy Durex na bázi latexu. Od olympijských her v Sydney roku 2000 jsou kondomy Durex zdarma pro všechny účastníky her.